# Guillaume Chauchat
Guillaume Chauchat, né le 15 novembre 1980, est un illustrateur et auteur français de bande dessinée.

## Biographie
Guillaume Chauchat grandit entre la France, la Hongrie et les États-Unis.
Après des études de comptabilité et d'économie, Guillaume Chauchat obtient le diplôme des Arts décoratifs de Strasbourg en 2009. Il y participe notamment à la revue Belles Illustrations. Il devient illustrateur pour la presse, pour l'édition jeunesse et auteur de bande dessinée.
En 2010, il remporte le prix Jeunes Talents d’Angoulême pour Le bleu du mystérieux étui à guitare.
Il est enseignant en illustration à la Haute École des arts du Rhin.
Il commence sa série de bande dessinée Il se passe des choses en 2013.
En 2023 est publiée sa bande dessinée jeunesse La Villa nuit. Pour Télérama, « Le talentueux et audacieux Guillaume Chauchat compose un petit album étrange, très graphique et propice aux interprétations diverses, autour des angoisses des enfants confrontés au changement, voire à un déménagement ». La même année, il réalise avec Manuel Zenner l'album jeunesse La Flaque d’eau bleue, l'histoire d'un doudou perdu. Pour la critique de Télérama, « Avec trois seules couleurs, bleu, noir, blanc, et l’épais tracé d’un pinceau aimanté à l’essentiel, Guillaume Chauchat et Manuel Zenner signent un livre majeur, absorbant et inventif. […] La subtilité des émotions évoquées promet mille lectures ».

## Œuvres
Bande dessinée
- Série Il se passe des choses, Éditions 2024

1. J'ai été changé en caoutchouc[7],[8], 2013  (ISBN 978-2-919242-13-9)
2. J'ai fini dans un vase [4], 2014  (ISBN 978-2-919242-19-1)
3. Je suis tombée du ciel, 2016  (ISBN 978-2-919242-55-9)

- Near Sex Experience, avec Matthieu Chiarra et Baptiste Filippi, 2018
- La villa nuit[5], Biscoto, 2023

Collectif
- 2013 : Vu, lu !, Éditions 2024  (ISBN 978-2-919242-15-3)
- 2020 : Diversion-Dix vers d'ion, avec Mael Escot, Pierre Faedi, Zad KoKar, Matthias Martinez, Margaux Meissonnier, Eloise Pardonnet, Luca Retraite, Fabio Viscliosi, Éditions Gargarismes.
- 2022 : Un lisou, avec Anne Vaudrey et Manuel Zenner, Éditions Biscotto  (ISBN 978-2-37962-057-7)

Jeunesse
- 2016 : Les Collectionneurs[9], avec Adrien Parlange, Albin Michel Jeunesse  (ISBN 9782226328281)
- 2023 : La flaque d'eau bleue[6], avec Manuel Zenner, Éditions La partie  (ISBN 978-2-49276-850-7)

Recueils de dessins
- 2015 : Fesse, Éditions 2024  (ISBN 978-2-919242-42-9)
- 2016 : Lumières, Mauvaise Foi Éditions
- 2017 : Dialogue de dessins, avec Jochen Gerner, catalogue de l'exposition Dialogues de dessins 7, Central Vapeur
- 2018 : 
  - Travelling thrue, avec Ivan Epp, colloque "Borders" de SEARCH, UNISTRA  (ISBN 978-2-9564641-0-5)
  - On a pris des vacances, avec Salomé Risler

## Expositions
- Lignes[3], Pavillon Jeunes Talents, Festival d'Angoulême 2015, Angoulême.
- Dialogues de dessins 7, avec Jochen Gerner, Festival Central Vapeur, 2017, Strasbourg.

## Prix et distinctions
- Prix jeune talent 2010 au Festival international de la bande dessinée d'Angoulême[3] pour Le bleu du mystérieux étui à guitare.